# Hogna variolosa
Hogna variolosa este o specie de păianjeni din genul Hogna, familia Lycosidae. A fost descrisă pentru prima dată de Mello-leitao, 1941. Conform Catalogue of Life specia Hogna variolosa nu are subspecii cunoscute.